# Hans Maldonado
Hans Carlos Maldonado (25 giugno 1956 – 19 luglio 1999) è stato un calciatore ecuadoriano, di ruolo difensore.

## Carriera

### Club
Ha sempre giocato nel campionato ecuadoriano.

### Nazionale
Con la maglia della nazionale giocò 20 partite e prese parte alla Copa América 1983.

## Palmarès

### Club

#### Competizioni nazionali
- Campionato ecuadoriano: 4

El Nacional: 1982, 1983, 1984, 1986